# Monica Tidwell
Monica Tidwell (nacida el 14 de enero de 1954 en Shreveport, Luisiana) es una modelo estadounidense. Una pelirroja que  fue Playmate del mes de la revista Playboy para el número de noviembre de 1973. Fue fotografiada por Dwight Hooker y Bill Frantz.
Tidwell fue Productora Primaria de la obra de Off Brodway "Mindgame" en Nueva York.  Escrita por Anthony Horowitz, ("Foyle's War"), la obra estuvo dirigida por el director de cine británico Ken Russell y protagonizado por Keith Carradine, Lee Godart y Kathleen McNenny.